# X-Wing (simulador)
 X-Wing és el primer videojoc de simulació espacial inspirat en la franquícia de Star Wars per a PC. X-Wing va ser l'inici d'una sèrie de videojocs de simulació de combat espacial composta per X-Wing, TIE Fighter, X-Wing vs. TIE Fighter i X-Wing Alliance.
El videojoc pren el seu nom de l'X-wing, un dels caces emprats per l'Aliança Rebel per lluitar contra l'Imperi Galàctic a l'univers de Star Wars.
Aquest primer lliurament de la sèrie va ser publicat el 1993 per l'empresa de videojocs de Lucasfilm (empresa de George Lucas, director, escriptor i productor de la saga de pel·lícules de Star Wars).
El joc oferia un sistema de combat en 3D, seguint les particulars lleis físiques de les pel·lícules de Star Wars —so a l'espai, viatges d'anys llum de distància en qüestió de minuts, moviment de les naus espacials no realista. El jugador es dedicava a portar a terme missions que contribuïen a una trama general que es recolzava en seqüències cinemàtiques per aconseguir mantenir interessat al jugador.
El joc no pretenia ser realment un simulador en el sentit més estricte de la paraula, sinó que el seu objectiu és traslladar la sensació dels combats en les pel·lícules a l'ordinador personal. Les naus se'n comporten més com a versions futuristes d'aeroplans de la Segona Guerra Mundial —amb els components de ciència-ficció lògics per a l'ambient del qual tracta— que com veritables naus espacials. Els principals creadors del joc, Lawrence Holland i Edward Kilham, són responsables de l'anterior sèrie de simuladors de combat ambientats a la Segona Guerra Mundial de títols com Their Finest Hour, o Secret Weapons of the Luftwaffe.
El joc incorporava un reeixit sistema de so, iMUSE, que permetia que la música ambiental respongués a la situació actual i accions del pilot. Així, el jugador podia saber per la música si acabaven d'arribar reforços enemics o si el seu objectiu havia estat destruït.
El joc va aparèixer per primera vegada per a PC amb MS-DOS en versió disquet. Després de l'èxit, es van publicar dues expansions de missions i naus. Posteriorment es va publicar una recopilació per a Apple Macintosh, i per a PC en CD-ROM amb el sistema gràfic lleugerament millorat i les expansions integrades.
Amb l'aparició de Windows 95 es va publicar una última versió compatible amb aquest sistema operatiu, amb un sistema gràfic que ara incorporava textures, alta resolució i música de CD —malauradament aquesta edició mancava de la interessant iMUSE.
El joc està descatalogat i l'última versió ja tot just és compatible amb els últims sistemes operatius com Windows XP, encara que es pot fer funcionar acceptablement amb uns certs consells tècnics o utilitzant emuladors de MS-DOScom DOSBox.